# ان‌جی‌سی ۷۰۰۱
ان‌جی‌سی ۷۰۰۱ (انگلیسی: NGC 7001) نام یک کهکشان در صورت فلکی دلو است.